# 가호동
가호동(加虎洞)은 대한민국 경상남도 진주시의 행정동이다. 넓이는 9.49km2이고, 인구는 2011년 7월 1일을 기준으로 8,321세대 21,205명이다.

## 개요
가좌동은 진주군 정촌면 가좌동, 장좌동 그리고 내동면 신촌동 지역이다. 1914년 4월 1일에는 이들 지역을 통합하여 정촌면 가좌리라 하였으며 1939년 10월 1일에는 진양군 정촌면 가좌리가 되었다. 호탄동은 진주시 정촌면 호탄동-원촌동 지역이다. 1914년 4월 1일에는 이들 지역을 통합하여 정촌면 호탄리라 하였으며, 1939년 10월 1일에는 진양군 정촌면 호탄리가 되었다. 1973년 진양군 정촌면 가좌리, 호탄리가 진주시로 편입되었고, 2개리가 합하여 현재의 가호동으로 되었으며, 2001년 4월 1일 문산읍 옥산리 소정마을이 가좌동에 편입되었다. 가좌동에는 경전선 진주역이 복선화되어 새로 이전하였다.

## 주요 시설

### 방송국
- MBC경남 진주본부

### 교육
- 경상국립대학교 가좌캠퍼스
  - 경상대학교 사범대학 부설중학교
  - 경상대학교 사범대학 부설고등학교
- 연암공과대학교
- 경남정보고등학교 (호탄동)
- 정촌초등학교
- 은하수초등학교
- 진주가좌초등학교
- 개양중학교

## 아파트
| 단지명                          | 건설사             | 시행사                            | 주소                        | 입주        | 비고              |
| ------------------------------- | ------------------ | --------------------------------- | --------------------------- | ----------- | ----------------- |
| 진주가좌그린빌 주공1단지        | ㈜효동종합건설     | 대한주택공사                      | 내동로348번길 10 (가좌동)   | 2005년 12월 |                   |
| 가좌주공 3단지                  | ㈜마스타건설       | 대한주택공사                      | 진주대로568번길 14 (가좌동) | 2005년 10월 | 국민임대          |
| 대동디지털황토                  | ㈜대동             | ㈜대동주택                        | 가호로44번길 7 (호탄동)     | 2003년 5월  |                   |
| 대경빌라트                      | 대경종합건설㈜     | 대경종합건설㈜                    | 가호로 79 (호탄동)          | 2000년 10월 |                   |
| 제일풍경채                      | 제일건설㈜         | 제일건설㈜                        | 가좌안골길21번길 5 (가좌동) | 2007년 11월 |                   |
| 신진주역세권 프리미어웰가       | ㈜흥한주택종합건설 | 안택건설㈜                        | 개양로 67 (가좌동)          | 2021년 12월 | 민간임대          |
| 신진주역세권 센트럴웰가         | ㈜흥한주택종합건설 | 안택건설㈜                        | 진주역로73번길 33 (가좌동)  | 2018년 11월 | 민간임대          |
| 아너스 웰가 진주                | ㈜흥한주택종합건설 | 신영부동산신탁㈜ ㈜에스티에스개발 |                             |             |                   |
| 신진주역세권 진주의 봄          | 덕진토건㈜         | 비오엠건설㈜                      | 진주역로 50 (가좌동)        | 2025년 2월  | 공공지원 민간임대 |
| 신진주역세권 우미린 더 시그니처 | ㈜우미개발         | 강한건설㈜ 상아건설㈜             |                             | 2024년 6월  |                   |